# Échangeur Décarie
L'échangeur Décarie est un échangeur autoroutier situé à l'ouest (ou plus précisément au centre ouest) de l'île de Montréal, au Québec.
Régulièrement congestionné aux heures de pointe, il relie les autoroutes 40 (autoroute Félix Leclerc) et 15 Sud (autoroute Décarie) et donne aussi un accès aux boulevards Marcel-Laurin (route 117) et Décarie, dans l'arrondissement de Saint-Laurent.

## Historique
La grande famille des Décarie fut ancrée très longtemps dans le secteur ; par exemple, Daniel-Jérémie Décarie (1836-1904) fut maire de Notre-Dame-de-Grâce de 1877 à 1904 et son fils, l'avocat Jérémie-Louis Décarie (1870-1927), fut un parlementaire québécois.